# Кент, Дэнни
Дэнни Кент (англ. Danny Kent; род. 25 ноября 1993, Чиппенгем, Уилтшир, Великобритания) — британский мотогонщик, чемпион мира по шоссейно-кольцевых мотогонок серии MotoGP в классе Moto3 (2015). В сезоне 2016 года выступает в классе Moto2 за команду «Leopard Racing» под номером 52, который получил от своего кумира Джеймса Тоузленда.

## Биография
Дэнни с детства имел страсть к мотоциклам. В шестилетнем возрасте он принял участие в первых соревнованиях по мінімото. Благодаря успешным выступлениям в соревнованиях национального и международного уровней Кент получил поддержку влиятельных спонсоров.
Впоследствии его под свою опеку взял Роджер Барнетт — бывший мотогонщик и успешный предприниматель, который до этого вывел на мировой уровень Джеймса Тоузленда и Нейла Ходжсона. Он помог Кенту найти спонсоров и познакомил с известными гонщиками.
В 2010 году Дэнни впервые принял участие в гонке чемпионата мира по шоссейно-кольцевым мотогонкам серии MotoGP, выступив на родном для себя Гран-при Великобритании в Сильверстоуне по уайлд-кард в гонке класса 125cc. В конце сезона он получил приглашение от команды «Lambretta Reparto Corse» и провел в её составе последние 5 гонок сезона, заменив Исаака Виньялеса. В шести Гран-при сезона Дэнни не набрал ни одного очка, но на следующий год получил приглашение от команды Аки Айо «Red Bull Ajo MotorSport».
Сезон 2011 стал первым полноценным сезоном британца. Он показал ряд неплохих результатов, а лучшим его результатом стало 4-е место на Гран-при Испании. В общем зачете он занял 11-е место. По окончании сезона класс 125cc был заменен на Moto3 — разрешенный максимальный рабочий объём двигателя мотоцикла был увеличен до 250 см3. Это привлекло к участию в соревнованиях новых производителей и команды, однако Кент на следующий сезон остался с «Ajo Motorsport».
Первая половина сезона 2012 ушла на приспособления к новым правилам и техники, но в конце года Дэнни сумел выйти на высокий уровень. На Гран-при Нидерландов он впервые поднялся на подиум, заняв третье место, а в Японии одержал свою дебютную победу в серии. К ней он добавил ещё одну в Валенсии и занял в общем зачете четвёртое место.
На следующий сезон Кент решил попробовать свои силы в высшем классе — Moto2, присоединившись к заводской команды Tech 3. К сожалению мотоцикл Mistral 610 не позволял ему на равных конкурировать с лучшими гонщиками и он лишь изредка попадал в зачетную зону. По окончании сезона Дэнни принял верное решение вернуться обратно до класса Moto3, откликнувшись на предложение хорошо знакомого ему Аки Айо. Последний как раз намеревался работать над развитием бренда Husqvarna, создав новую команду «Red Bull Husqvarna Ajo». Кенту он отвел роль первого гонщика.
В сезоне 2014 высокую результаты вновь вернулись к Дэнни — дважды он приезжал третьим (в Чехии и Арагоне), завоевал один поул (в Японии) и закончил сезон на 8 месте.
На сезон 2015 Кент присоединился к команде Штефана Кифера «Kiefer Racing», который в сезоне 2011 сделал чемпионом мира Штефана Брадля. Перед стартом сезона команда получила нового титульного спонсора в лице производителя энергетических напитков «Leopard Natural Power Drink». Партнерами Данные по команде стали Эфрен Васкес и Хироки Оно, а в свое распоряжение он получил едва ли не лучший мотоцикл серии Honda NSF250RW. Уже со старта сезона Кент сделал серьёзную заявку на чемпионство: в Катаре он финишировал третьим, а в Америке и Аргентине одержал две победы подряд, что не удавалось ни одному британцу с 1971 года, со времен господства в чемпионате Барри Шина.
В общем, в первой половине сезона в 9 гонках Данные одержал 5 побед, 8 раз финишировав на подиуме. Худший результат он получил во Франции, где финишировал четвёртым (правда, в гонке он стартовал с 31-го места). В общем зачете он лидировал с 76 очковым преимуществом над ближайшим преследователем — Энеа Бастианини. Такое серьёзное доминирование в «легком» классе в последний раз было зафиксировано в сезоне 1997 года, когда Валентино Росси в первых 9 гонках 7 раз одержал победу. Благодаря этому преимуществу британец уже за четыре гонки до окончания чемпионата, на Гран-при Японии уже имел возможность досрочно оформить чемпионство в классе, однако оставил это удовольствие на последнюю гонку сезона в Валенсии.
Кент стал первым чемпионом британцем с далекого 1977 года, когда торжествовал Барри Шин.
На сезон 2016 Дэнни перешел вместе с командой в класса Moto2, а его напарником стал португалец Мигел Оливейра.